# 白馬郷 (広安市)
白馬郷（はくばきょう）とは、中華人民共和国四川省広安市広安区にある郷。

## 地理
- 面積24.3㎢でそのうち耕地が8.49平方キロメートル。
- 総人口約1万7000人[1]

### 行政区画
- 14の村からなる。
- 碑梁村、洪江村、石河村、五童村、白馬村、保竺村、国光村、紅光村、紅星村、双壩村、臨江村、石梯村、四清村、盤山村。[2]